# Gymnasium Petrinum Recklinghausen
Das Gymnasium Petrinum Recklinghausen ist ein humanistisches Gymnasium im Zentrum von Recklinghausen.

## Geschichte
Das nach dem Apostel Petrus benannte Gymnasium Petrinum ist eine der ältesten Schulen der Region. Das genaue Gründungsdatum ist nicht mehr feststellbar, da das alte Schulgebäude bei einem großen Stadtbrand 1500 vollständig abbrannte. Allerdings wurde das Petrinum schon 1421 im Archiv der Familie Westerholt erwähnt. Es wird vermutet, dass schon einige Jahre nach der Erlangung des Stadtrechts durch Recklinghausen im Jahr 1236 eine Lateinschule entstand. Nach der Gründung des Franziskanerklosters 1642 wurde seitens der Stadt versucht, die Ordensgemeinschaft auch mit der Leitung der städtischen Lateinschule zu betrauen. Denn die Franziskaner waren nicht zuletzt berufen worden, „um die Jugend im Lateinischen und in der Religion zu unterrichten“ („ad iuventutem tam in lingua Latina quam in catechesi instruendam“), wie es in der Stiftungsurkunde des Klosters vom 4. April 1642 heißt. Die Ordensleute übernahmen jedoch zunächst nur Aushilfstätigkeiten an der Schule. Nach erneuten Verhandlungen mit der Ordensprovinz übernahmen sie 1730 die Leitung und erhielten am 23. August 1730 die Zustimmung des Kölner Kurfürsten und Erzbischofs Clemens August von Bayern, eine „höhere Schule“ einzurichten, die durch eingeworbene Spenden der Franziskaner und städtische Gelder finanziert wurde.
Gegen Ende des 18. Jahrhunderts strebte der Kölner Kurfürst und Erzbischof Max Franz an, die Orden aus dem Schuldienst zu entfernen und richtete 1785 im Vest Recklinghausen eine Schulkommission zur Aufsicht über die Schulen ein. Schuldirektor Anton Wiggermann und der Ortspfarrer Johann Wesener kritisierten die Arbeit mehrerer Lehrer, einige dem Pfarrer missliebige Franziskaner mussten die Schule verlassen. 1797 sollte auf Weisung des Kurfürsten ein Weltpriester die Leitung der Schule übernehmen. Einige Franziskaner blieben jedoch als Lehrer an der Schule – der letzte bis 1824 –, da es schwierig war, andere Lehrer für ein geringes Gehalt von jährlich 200 Reichstalern zu gewinnen.
Im Zuge der Säkularisation wurde die Schule ab 1820 wieder unter die Aufsicht der Stadt gestellt. Zuerst wurde sie Höhere Stadtschule, dann 1822 Progymnasium. Seitdem ist das Petrinum eine staatliche Schule, die unter anderem auch von dem von Erzbischof Max Franz 1793 gegründeten Gymnasialfonds getragen wurde. Seit dem Jahre 1829 wird am Petrinum als Königlich-Preußischem Gymnasium das Abitur angeboten. Eine prägende Lehrerpersönlichkeit war Wilhelm Caspers, der 52 Jahre am Gymnasium Petrinum lehrte, und nach dem das Caspersgässchen unweit der Schule benannt ist. Zu den Lehrern der Schule gehörte auch Heinrich Bone (1813–1893), der das Gymnasium Petrinum von 1856 bis 1859 leitete. 1929 stiftete der Unternehmer Carl Still den Carl-Still-Preis, der der wissenschaftlichen Förderung der Schüler dient.

## Gegenwart
Heute ist die Schule eines von insgesamt fünf Gymnasien in Recklinghausen. Zurzeit besuchen etwa 760 Schüler in den Jahrgangsstufen 5 bis Q2 (12) die Schule. Insgesamt unterrichten etwa 50 Lehrer (s. Kollegiumsliste auf der Schulhomepage). Das Schulgelände am ehemaligen Stadtwall besteht aus einem renovierten Altbau und einem Neubau. Daneben existieren zwei Turnhallen, eine Mensa, ein Sportplatz, ein Schulgarten und eine historische Gymnasialkirche (siehe unten). Als Besonderheit gilt unter anderem die Möglichkeit für die Schüler, bereits ab der fünften Klasse mit Latein anzufangen. Außerdem besteht die Möglichkeit, ab der achten Klasse Altgriechisch zu lernen. Damit folgt das Petrinum bis heute seiner humanistisch-altsprachlichen Tradition.

## Standort
Während seiner Geschichte hatte das Gymnasium verschiedene Standorte im Zentrum von Recklinghausen. Ursprünglich lag das Petrinum als Lateinschule nahe der Peterskirche. Ab 1797 wurde in der Turmschule (heute Ikonen-Museum) unterrichtet, welche noch aus Mitteln des vom letzten Kurfürsten von Köln eingerichteten Gymnasialfonds für das Franziskanergymnasium erbaut worden war. Nach der Säkularisation entstand 1835 ein größeres Schulgebäude im Bereich des Franziskanerklosters neben der Franziskanerkirche (jetzt Gymnasialkirche). Dieses Gebäude existierte bis zur Zerstörung im Jahr 1944. 1911 wurde am neuen Wallring der Stadt der erste Bauabschnitt eines repräsentativen Neorenaissance-Gebäudes fertiggestellt. Der ab 1915 geplante zweite Bauabschnitt am Herzogswall wurde wegen des Weltkrieges nicht begonnen und nie realisiert. In den Jahren 1949 bis 1951 wurden Unterricht und Unterrichtsmaterialien für zwei Jahre in die Freiherr-vom-Stein-Schule am Westerholter Weg (damals Aufbaugymnasium) ausgelagert, um am Gymnasium Petrinum umfangreiche Sanierungs- und Ausbauarbeiten vornehmen zu können. Erst 1955/56 wurde ein zweiter Baukomplex errichtet, dem ein moderner Neubauteil entlang des Herzogswall 1980 folgte. 2011 wurde der Bereich aufgestockt, um neue naturwissenschaftliche Räume zu erhalten.

## Altbau
Der heutige Altbau des Petrinums wurde 1911 im Baustil der Neorenaissance neben der Gymnasialkirche errichtet. Darin befinden sich die Klassenräume für die Oberstufe und das Lehrerzimmer. Zudem besitzt er seit 1955 eine große Aula, die für Konzerte und Theateraufführungen genutzt wird. Im Keller sind das Bistro und die Galerie Blauer Hahn untergebracht. Ein Anbau an die Gymnasialkirche, das sogenannte Seminargebäude (hier stand nach dem Zweiten Weltkrieg das erste Studienseminar für die Lehrerausbildung), beherbergt seit 2011 die Mensa.

## Neubau
Der Neubau wurde 1982 fertiggestellt und beherbergt neben den Klassenräumen der Unter- und Mittelstufe die naturwissenschaftlichen Unterrichtsräume (erweitert 2011). Außerdem ist eine große Sporthalle angeschlossen. Der große Tartanplatz vor dem Neubau dient in der Pause als Schulhof und im Unterricht als zusätzlicher Platz für den Sportunterricht. Altbau und Neubau sind über eine Brücke miteinander verbunden.

## Historische Gymnasialkirche (vormals Franziskanerkirche) und Franziskanerkloster

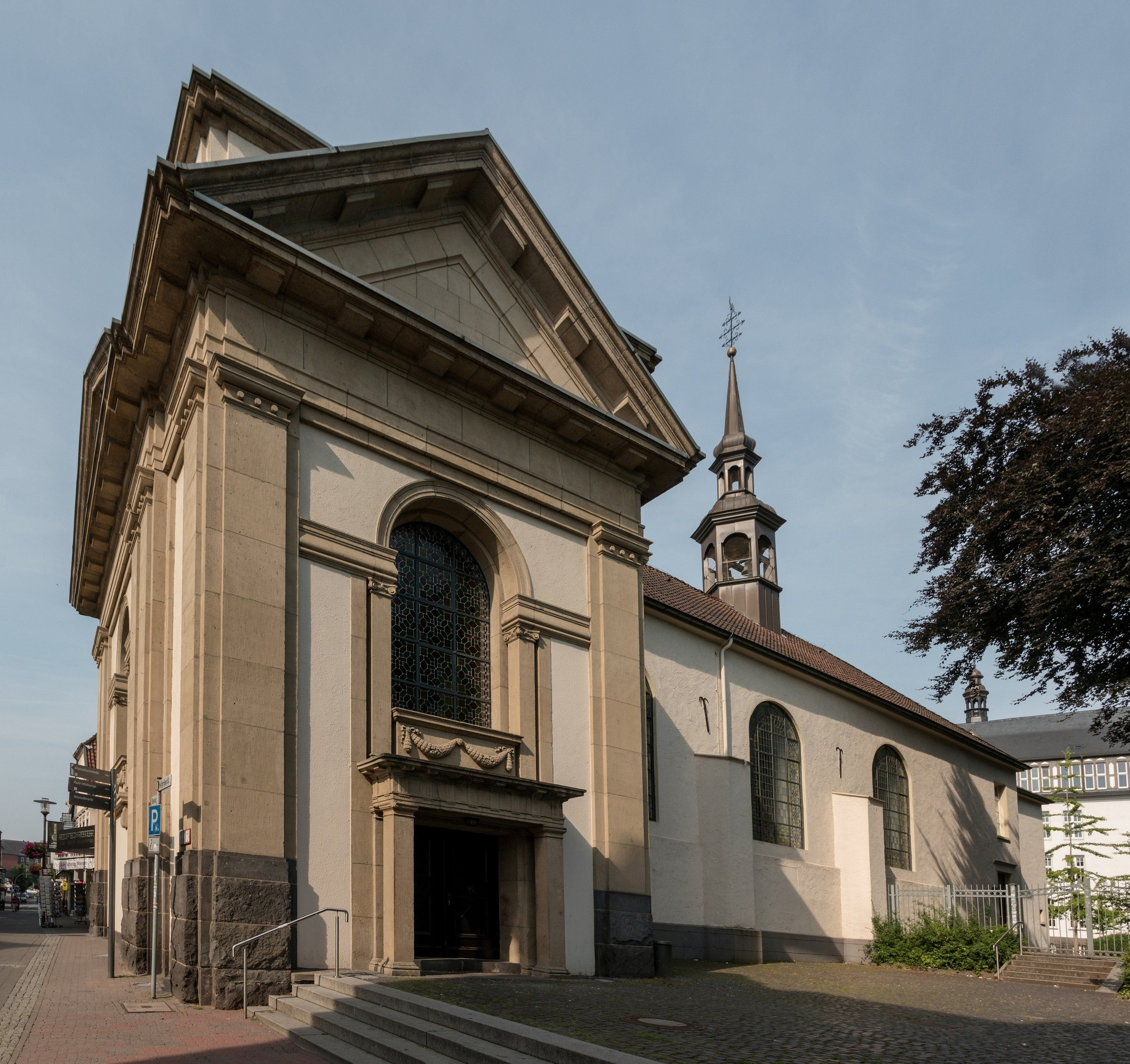
Gymnasialkirche

### Geschichte
Nach der Eroberung der Stadt Dorsten durch die Truppen der Landgrafschaft Hessen-Kassel 1633 wurden die Franziskaner aus ihrem dortigen Kloster vertrieben, einige von ihnen kamen auf Wunsch von Pfarrer Dobbelinck nach Recklinghausen, wo sie als Seelsorger tätig waren. Sie blieben auch in der Stadt, als ihr Kloster in Dorsten 1641 wieder bewohnt werden konnte. Der Rat der Stadt Recklinghausen bat durch eine Eingabe an den Erzbischof von Köln, Kurfürst Ferdinand von Bayern, um Genehmigung der Errichtung eines Klosters. Der Erzbischof stellte am 4. April 1642 die Stiftungsurkunde für ein Franziskanerkloster in Recklinghausen aus.
Die Franziskaner wohnten anfangs in verschiedenen Bürgerhäusern. Ab 1646 erwarben sie Grundstücke zum Bau einer Kirche und eines Klosters, ab 1652 bewohnten sie ein eigenes Haus. Der Bau der Klosterkirche begann mit der Grundsteinlegung am 16. Juni 1658, 1666 war die Kirche fertiggestellt. 1686 zerstörte ein im Kloster ausgebrochener Stadtbrand auch den Großteil der Kirche, jedoch wurde sie mit Hilfe der Bürgerschaft binnen eines Jahres wieder aufgebaut. Die Konsekration der Kirche und dreier Altäre nahm Johann Werner von Veyder, Weihbischof und Generalvikar des Erzbistums Köln, anlässlich einer Firmreise im Vest Recklinghausen am 9. Mai 1706 vor. Die Kirche trug das Patrozinium Maria Immaculata (Unbefleckte Empfängnis Mariens). 1716 wurde der Dachreiter mit zwei Glocken hinzugefügt. Für das Konventsgebäude wurde der Grundstein am 3. März 1676 gelegt. Der Stadtbrand zerstörte auch diesen Bauteil, der wieder aufgebaut wurde. Mit dem Bau von zwei weiteren Flügeln des Klosters begann man 1709, 1748 wurde eine Gebäudeteil bis zur Stadtmauer genehmigt, durch den die Klosteranlage jetzt ein Quadrum um einen Innenhof bildete; in Nebengebäuden befanden sich ein Brau- und Backhaus sowie Schweine- und Kälberställe. Zum Kloster gehörte auch ein Begräbnisplatz für die Franziskaner. Bis gegen Ende des 18. Jahrhunderts war das Kloster fertiggestellt. Gegen den Klosterbau gab es anfangs Einwände seitens des Rates der Stadt, weil die Franziskaner es abgelehnt hatten, die Leitung der Schule zu übernehmen, sondern nur bereit waren, dort aushilfsweise als Lehrer zu arbeiten. Erst 1730 gingen sie auf ein erneutes Angebot zur Leitung der „Höheren Schule“ ein, nachdem der Stadtrat den vom Provinzial der Ordensprovinz gestellten Bedingungen zugestimmt hatte.
Die bis zu dreißig Laienbrüder und Patres umfassende Gemeinschaft der Franziskaner des Conventus Richlinghusanus Ordinis Sancti Francisci Fratrum Minorum ‚Konvent des Minderbrüderordens des heiligen Franziskus zu Recklinghausen‘ gehörte zur Sächsischen Franziskanerprovinz (Saxonia), die ab 1633 wieder restituiert wurden, nachdem sie infolge der Reformation fast ganz erloschen war. Die Brüder waren neben dem Schuldienst vielfältig in der Seelsorge tätig, und zwar nicht nur in den benachbarten Orten des Vestes Recklinghausen, sondern auch in den mehrheitlich protestantischen Gebieten der Grafschaft Mark (z. B. Crange, Eickel), in einigen adeligen Häusern im Vest Recklinghausen, als Beichtväter im Recklinghäuser Schwesternkloster und in der Fürsorge für Kranke und Arme.
Als regelmäßiger Tagungsort der vestischen Landstände (Ritterschaft und die Städte Dorsten und Recklinghausen) besaßen Kirche und Kloster besondere Bedeutung. Der 229 Blatt umfassende Codex „Liber conventus Richlinghusani Ordinis Sancti Francisci Fratrum Minorum Strictioris Oberservantiae…“, das Amtsbuch des Klosters aus den Jahren 1704 bzw. 1768, ist im Stadtarchiv Recklinghausen vorhanden. 1794 wurden kurfürstliche Geschäftsräume und Registratur im Kloster untergebracht, nachdem Kurfürst und Erzbischof Max Franz nach der Besetzung des linken Rheinufers durch die Franzosen aus Bonn fliehen musste; für die Franziskaner blieb nur ein kleiner Teil des Klosters.
1803 gingen die Kirche und das Kloster in den Besitz des Herzogs von Arenberg über, der später beides der Stadt zum Geschenk machte. Der Herzog verlangte 1808 genaue Angaben zu Person und Umständen, wenn das Kloster Novizen aufnehmen wollte. Die Regierung des Großherzogtums Berg, zu dem Recklinghausen von 1811 bis 1815 gehörte, betrieb dann die Auflösung der Klöster. Die preußische Regierung trennte 1820 Schule und Kloster und drängte ab 1826 den Schulvorstand, er solle die Aufhebung des Klosters beantragen. Durch Kabinettsorder vom 4. Juli 1834 und Verfügung des Oberpräsidenten von Westfalen vom 29. November 1834 wurde das Kloster zum 1. Januar 1835 aufgehoben. Das baufällige Kloster wurde 1835 abgerissen; an der Stelle wurde nahezu in den Formen und Abmessungen des Klosters ein Neubau für das Gymnasium errichtet. Die Kirche ging in den Besitz des Gymnasium Petrinum über und wurde nach einem Umbau ab 1839 zur Gymnasialkirche für das benachbarte Petrinum. in der ersten Hälfte des 20. Jahrhunderts auch der hinzu kommenden Höheren Schulen.
Während der Besetzung des Ruhrgebiets durch für die französischen Besatzungstruppen 1923/24 war das Petrinum Sitz des französischen Divisionsbefehlshabers, und die Gymnasialkirche wurde als Garnisonkirche genutzt. Gottesdienste wurden auf Französisch abgehalten. Im Zweiten Weltkrieg wurde die Kirche 1944 bei einem Angriff zerbombt. Nach den Instandsetzungsarbeiten 1946 fanden hier bis 1950 die Gemeindemessen der zerstörten Propsteikirche St. Peter statt. 1957–1963 und 2014/2015 wurde die Gymnasialkirche umfassend renoviert und in Teilen restauriert.
In der Kirche wird jeden Dienstag ein Gottesdienst der Schüler der Unterstufe gefeiert, während des Schuljahres Gottesdienste für verschiedene Klassenstufen sowie Gottesdienste anlässlich des Schulbeginns der 5er-Klassen, der Abiturfeiern sowie vor den Sommer- und Weihnachtsferien. Genutzt wird sie außerdem bei Hochzeiten, für Ausstellungen und Lesungen.
Die Franziskaner kamen 1901 noch einmal nach Recklinghausen und eröffneten ein Kloster im Stadtteil Stuckenbusch, das bis 1969 bestand. Sie übernahmen dort die Pfarrseelsorge an der St.-Franziskus-Kirche. Der letzte Franziskaner als Pfarrer, Norbert Hülsmann, blieb noch bis 1978, seine Nachfolger wurden Diözesanpriester.

### Kirchengebäude
Die Kirche, im Volksmund auch „Paterskirche“ genannt, wurde in der Schlichtheit einer Franziskanerkirche als 28,70 m langer und 8,60 m breiter Saalbau errichtet. Die Kreuzgewölbe liegen auf neobarocken Säulenansätzen (Doppelpilastern) auf, die 1927/28 zur Ausschmückung der Kirche ergänzt wurden. Der höher gelegene Chorraum spiegelt noch die Nutzung als Klosterkirche wider: Im Chorgestühl fanden zwanzig Ordensbrüder Platz. Ein Chorständer trägt jetzt in der Propsteikirche St. Peter das Evangeliar. Eine erste Orgel wurde 1678 von dem Bürger Gottfried Bader geschenkt, 1729 schenkte Maria Antonetta Gräfin von Nesselrode der Kirche eine neue Orgel. Beide Instrumente sind nicht mehr vorhanden.
Ein neuer barocker Hauptaltar zu Ehren der Maria Immaculata kam 1790 in die Kirche, ebenfalls zwei barocke Seitenaltäre. Sie zeigen den Ordensgründer Franz von Assisi und den heiligen Franziskaner Antonius von Padua im einfachen Ordensgewand der „Minderbrüder“, wie sich der Bettelorden selbst nannte. Franziskus trägt als Attribut ein Evangelienbuch (ursprünglich auch ein Kreuz) als Symbole der Nachfolge Jesu und einen Totenschädel zur Erinnerung an die Geschöpflichkeit und die Schöpfung überhaupt. Die Heiligenstatuen wurden durch einen der bedeutendsten westfälischen Bildhauer des 18. Jahrhunderts, Anton Joseph Stratmann  aus Geseke, hergestellt. Der Hauptaltar zeigt unter der Taube im Strahlenkranz, dem Symbol des schöpferischen Geistes Gottes, die Figur der Kirchenpatronin Maria. Altäre und Gestühl (18. Jahrhundert) der Kirche sind Werke der Franziskanerbrüder Agapitus Mertens und Alphäus Rinklage, die auch die Klosterkirchen in Hamm und Warendorf ausstatteten. Ein Triumphkreuz (18. Jahrhundert) sowie alte Kirchenbänke und zwei Beichtstühle ergänzen die Ausstattung. Die großen Kreuzwegstationen im Nazarenerstil hängen heute in der Pfarrkirche St. Paulus, die barocke Strahlenmonstranz in der Schatzkammer der Propsteikirche St. Peter.
Äußerlich wurde die Kirche 1838 klassizistisch überformt und erhielt eine neue Fassade zur Stadtseite hin. 1927/28 erfolgte der heutige, imposante Fassadenanbau zur Große-Geldstraße hin mit der Verlegung des Eingangs von der Straße zur Seite. Der Glockenturm wurde 2003/04 nach dem historischen Vorbild neu konstruiert und verkupfert.

## Lehrerbibliothek
Das Gymnasium verfügt über eine historische Lehrerbibliothek, die von der Universitäts- und Landesbibliothek der Westfälischen Wilhelms-Universität Münster (ULB) sachgerecht erschlossen und konservatorisch betreut wurde. Den Grundstock dieser Bibliothek bildeten etwa 350 Bände, die der erste Direktor des Gymnasiums Franz Wüllner (Amtszeit 1829–1832) mit einer Spende des Herzogs von Arenberg erwerben konnte. Daneben wurden noch ältere Bestände aus der Klosterbibliothek der Franziskaner, die bis 1820 die Lateinschule in Recklinghausen betrieben, und aus der „Vestischen Schulbibliothek“, die 1798 im Zuge der Bemühungen um eine Schulreform im Vest Recklinghausen entstanden war, übernommen. Die Bibliothek hält etwa 10.000 Bände, darunter 40 im 16. Jahrhundert, 80 im 17. Jahrhundert sowie 630 im 18. Jahrhundert erschienene Bücher.

## Partnerschulen
Das Gymnasium pflegt umfangreiche Kontakte zum Lycée Albert Châtelet in Douai (Frankreich) und der Steyning Grammar School in Steyning (England). Daneben bestehen Austauschprogramme mit dem Colegio Salesiano del Pilar in Soto del Real in Madrid (Spanien), der Terra Santa School in Akko (Israel), dem Klassillinen Lukio in Tampere (Finnland), der Scoil Mhuire in Trim (Irland) und dem Somerset College in Kapstadt (Südafrika). Im Rahmen der Eine-Welt-AG besteht eine Schulpartnerschaft mit dem Colégio de Nossa Senhora dos Anjos (CONASA) in Bacabal (Brasilien).

## Sport
Seit 1983 findet jedes Jahr ein Hallenfußballturnier, der sogenannte Reike-Pokal, statt. Dort treten ehemalige Abiturjahrgänge, die aktuellen Oberstufenjahrgänge und eine Lehrermannschaft immer am letzten Samstag vor dem Heiligen Abend in der schuleigenen Neubausporthalle und der Sporthalle am Kuniberg gegeneinander an. Das Turnier wurde nach dem ehemaligen Schulleiter Josef Reike benannt.

## Persönlichkeiten

### Lehrkräfte
nach alphabetischer Sortierung des Nachnamens
- Heinrich Bone (1813–1893)
- Hannes Demming (* 1936)
- Ulrich Lüke (* 1951)
- Rudolf Wildermann (1864–1926)
- Franz Wüllner (1789–1842)

### Absolventen
nach Abiturjahrgang
- Friedrich de Wolff (1812–1875), Jurist und Politiker – Abiturientia 1830
- Heinrich Bone (1813–1893), Philologe und Pädagoge, Komponist zahlreicher Kirchenlieder, von 1856 bis 1859 Direktor des Petrinum  – Abiturientia 1831
- Eduard von Pape (1816–1888), Jurist, Präsident der Kommission zur Erarbeitung eines Allgemeinen deutschen Bürgerlichen Gesetzbuches (BGB), Ehrenbürger von Leipzig – Abiturientia 1833
- Julius Evelt (1823–1879), Kirchenhistoriker – Abiturientia 1841
- Albert von Maybach (1822–1904), preußischer Minister, deutscher Eisenbahnkoordinator – Abiturientia 1842
- Theodor Janknecht (Pater Gregor) (1829–1896), Franziskaner-Provinzial, Pionier des Ordens nach Säkularisation und im Kulturkampf in Deutschland, Brasilien und den USA – Abiturientia 1848
- Johannes Janssen (1829–1891), Historiker, preußischer Abgeordneter, Apostolischer Protonotar – Abiturientia 1849
- Hermann Landois (1835–1905), Professor für Zoologie – Abiturientia 1856
- Arnold Nieberding (1838–1912), Staatssekretär im Reichsjustizamt – Abiturientia 1856
- Karl Ernst Schrod (1841–1914), Professor für Pastoraltheologie, Weihbischof in Trier – Abiturientia 1860
- August Peus (1855–1939), preußischer Landrat – Abiturientia 1876
- Karl Russell (1870–1950), Jurist und Politiker, von 1919 bis 1931 war er Oberbürgermeister von Koblenz – Abiturientia 1888
- Carl Ruschen (1871–1931), Bergwerksdirektor und Industrieller
- Hermann Schultz (1878–1953), Verwaltungsjurist – Abiturientia 1897
- Heinrich Weber (1888–1946), Professor für Christliche Sozialwissenschaft, Mitbegründer der Caritaswissenschaft – Abiturientia 1908
- Franz Redeker (1891–1962), Mediziner – Abiturientia 1909
- Thomas Ohm (1892–1962), Benediktinerpater, Professor für Missionswissenschaften, Mitglied der Päpstlichen Kommission zur Vorbereitung des Zweiten Vatikanischen Konzils – Abiturientia 1912
- Josef Beeking (1891–1947), römisch-katholischer Theologe, Fürsorge- und Caritaswissenschaftler – Abiturientia 1913
- Hubert Schrübbers (1907–1979), Jurist, 1955 bis 1972 Präsident des Bundesamts für Verfassungsschutz – Abiturientia 1927
- Heinz Ridder (1920–1986), Maler, Graphiker und Kunsterzieher – Abiturientia 1939
- Gisbert Greshake (* 1933), Professor für Dogmatik und ökumenische Theologie – Abiturientia 1954
- Hans Thiersch (* 1935), Professor für Erziehungswissenschaft und Sozialpädagogik – Abiturientia 1954
- Gerhard Voss (1935–2013), Benediktinermönch, katholischer Theologe und Astrologe – Abiturientia 1954
- Martin Geck (1936–2019), Professor für Musikwissenschaft – Abiturientia 1955
- Wilhelm Tolksdorf (* 1936), Brigadegeneral – Abiturientia 1957
- Siegbert A. Warwitz (* 1937), Professor (Experimentalpsychologie, Wagnisforschung und Verkehrspädagogik), Autor – Abiturientia 1957
- Bodo Primus (* 1938), Schauspieler und literarischer Rezitator
- Dieter Borchmeyer (* 1941), Professor für Neuere Deutsche Literatur und Theaterwissenschaft, Präsident der Bayerischen Akademie der Schönen Künste – Abiturientia 1961
- Cornelius Riewerts (1940–2012), Journalist und Politiker der CDU – Abiturientia 1961
- Heinz H. Menge (* 1944), Germanist – Abiturientia 1964
- Dirk Böcker (* 1945), Generalleutnant der Luftwaffe a. D., ehemaliger Stellvertreter des Generalinspekteurs der Bundeswehr – Abiturientia 1965
- Thilo Sarrazin (* 1945), Finanzsenator im Berliner Senat a. D., ehemaliges Vorstandsmitglied der Deutschen Bundesbank, Autor – Abiturientia 1965
- Gerhard Plumpe (* 1946), Germanist – Abiturientia 1966
- Bernd Wilmert (* 1952), Ökonom und Manager – Abiturientia 1971
- Hendrik Lehnert (* 1954), Arzt und Wissenschaftler, Rektor der Universität Salzburg – Abiturientia 1972
- Werner Plumpe (* 1954), Professor (Wirtschafts- und Sozialgeschichte) – Abiturientia 1973
- Thomas Kufus (* 1957), Fernsehregisseur und -produzent – Abiturientia 1976
- Joachim Gellert (* 1958), Jazzmusiker – Abiturientia 1977
- Axel Kufus (* 1958), Produktdesigner und Hochschullehrer – Abiturientia 1977
- Wolfgang Rasch (* 1956), Germanist – Abiturientia 1977
- Thomas Ziegenfuß (* 1958), Mediziner – Abiturientia 1977
- Jochem Ahmann (* 1957), Künstler und Designer (Installation, Malerei, Zeichnung, Fotografie und Performance) – Abiturientia 1978
- Stefan Gosepath (* 1959), Philosoph und Universitätsprofessor am Institut für Philosophie der Freien Universität Berlin – Abiturientia 1978
- Stefan Zekorn (* 1959), Weihbischof im Bistum Münster – Abiturientia 1978
- Thomas Lautsch (* 1961), Bergbauingenieur – Abiturientia 1979
- Hermann Florin (* 1961), Filmproduzent und Theaterregisseur – Abiturientia 1980
- Christoph Gosepath (* 1961), Theaterregisseur, Psychiater und Psychotherapeut – Abiturientia 1980
- Albrecht Geck (* 1962), evangelischer Theologe – Abiturientia 1981
- Britta Becker (* 1965), Regisseurin (Die besten Frauen der Welt) – Abiturientia 1984
- Steffen Brand (* 1965), ehem. Leichtathlet und Sportmediziner – Abiturientia 1984
- Eckhardt Schultz (* 1964), ehem. Ruderer, Olympiasieger im Achter 1988 – Abiturientia 1984
- Hans-Joachim Heßler (* 1968), Komponist – Abiturientia 1987
- Ana-Marija Markovina (* 1970), Klassische Pianistin – Abiturientia 1989
- Heiko Sakurai (* 1971), politischer Karikaturist (Miss Tschörmänie) – Abiturientia 1990
- Bernd J. Hartmann (* 1973), Professor für Öffentliches Recht, Wirtschaftsrecht und Verwaltungswissenschaften – Abiturientia 1993
- Christian R. Lange (* 1975), Islamwissenschaftler und Schriftsteller – Abiturientia 1994
- Caro Scrimali (* 1976), Schauspielerin – Abiturientia 1996
- Jörg Pohl (* 1979), Schauspieler – Abiturientia 1999
- Christine Lehnen (* 1990), Autorin – Abiturientia 2010
- Constanze Siering (* 1991), ehem. Ruderin – Abiturientia 2010
- Malte Jakschik (* 1993), ehem. Ruderer – Abiturientia 2012